# The Good Times We Shared, Were They So Bad?
The Good Times We Shared, Were They So Bad? är det svenska rockbandet Niccokicks andra studioalbum, utgivet 2008 på skivbolaget Startracks. Skivan var bandets första för Startracks och utgavs som CD i digipack-format.

## Låtlista
1. "15 Broek Bones" – 4:28
2. "The Art of Doing Nothing" – 3:07
3. "The Poet" – 3:03
4. "Troubled" – 4:40
5. "White Light/Red Light" – 5:10
6. "Your Hands Were So Warm" – 3:28
7. "You Must Be on Drugs or Something" – 3:05
8. "Teenage Love" – 2:46
9. "Whatever Happens I'll Love You" – 4:08
10. "Don't Say You Are Sorry" – 4:35
11. "The Pain in My Throat Is Just a Sign of Health Anxiety" – 5:05

## Mottagande
The Good Times We Shared, Were They So Bad? har medelbetyget 3,2/5 på sajten Kritiker.se, som sammanställer bland annat skivrecensioner, baserat på sexton recensioner.

### Fotnoter
1. ↑  ”The Good Times We Shared, Were They So Bad?”. Discogs.com. http://www.discogs.com/Niccokick-Run-Run-Run-EP/release/2344934. Läst 15 september 2012.
2. ↑  ”The Good Times We Shared, Were They So Bad?”. Kritiker.se. http://kritiker.se/skivor/niccokick/the-good-times-we-shared-were-they-so-bad/. Läst 15 september 2012.